# James Dean Bradfield
James Dean Bradfield (født 21. februar 1969 i Pontypool, Wales, Storbritannien) er en britisk musiker, der er ledende guitarist og forsanger i det walisiske alternative rock-band Manic Street Preachers.
24. juli 2006 udgav Bradfield sit første soloalbum, The Great Western.